# South Hampstead
South Hampstead est un quartier du nord-ouest de Londres qui fait partie du Borough londonien de Camden. Il est délimité par la West End Lane à l'est, la route Belsize au sud, l'avenue Fitzjohn et la route Finchley Road à l'est, et les jardins Broadhurst Gardens et la terrasse Nutley au nord.

## Habitants connus
- Sigmund Freud et sa fille Anna Freud, vécurent au 20 Maresfield Gardens (actuellement site du Freud Museum
- Nahum Sokolow, auteur et homme d'état
- Le groupe 43 , un groupe de militaires juifs anti-fascistes, après la seconde guerre mondiale, fut fondé dans ce quartier. Il dispersèrent des manifestations de partis de droites et combattirent les fascistes dans les rues.
- Kylie Minogue, chanteuse
- Stephen Fry, acteur
- Matt Lucas, acteur
- Natalie Imbruglia, chanteuse